# Парепаре
Парепаре — город на юго-западе острова Сулавеси, Индонезия. Расположен на территории провинции Южный Сулавеси. Население — 129 262 чел. (по данным 2011 года).
В Паре-Паре родился Бухаруддин Юсуф Хабиби — индонезийский политик, президент Индонезии в 1998—1999 гг.

## География и климат
Город расположен на берегу Макасарского пролива, на юго-западе острова Сулавеси. 
| Показатель                                                                                   | Янв. | Фев. | Март | Апр.  | Май   | Июнь  | Июль  | Авг.  | Сен.  | Окт.  | Нояб. | Дек.  | Год    |
| -------------------------------------------------------------------------------------------- | ---- | ---- | ---- | ----- | ----- | ----- | ----- | ----- | ----- | ----- | ----- | ----- | ------ |
| Средний максимум, °C                                                                         | 31   | 32   | 33   | 33    | 33    | 33    | 33    | 32    | 32    | 31    | 31    | 31    | 32     |
| Средний минимум, °C                                                                          | 23   | 23   | 24   | 24    | 24    | 24    | 23    | 23    | 23    | 23    | 23    | 23    | 23     |
| Норма осадков, мм                                                                            | 72,4 | 51,6 | 84,2 | 100,5 | 107,1 | 122,7 | 106,5 | 155,7 | 232,4 | 169,4 | 158,0 | 145,3 | 1505,8 |
| Источник: http://www.worldweatheronline.com/Parepare-weather-averages/Sumatera-Utara/ID.aspx |      |      |      |       |       |       |       |       |       |       |       |       |        |

## История

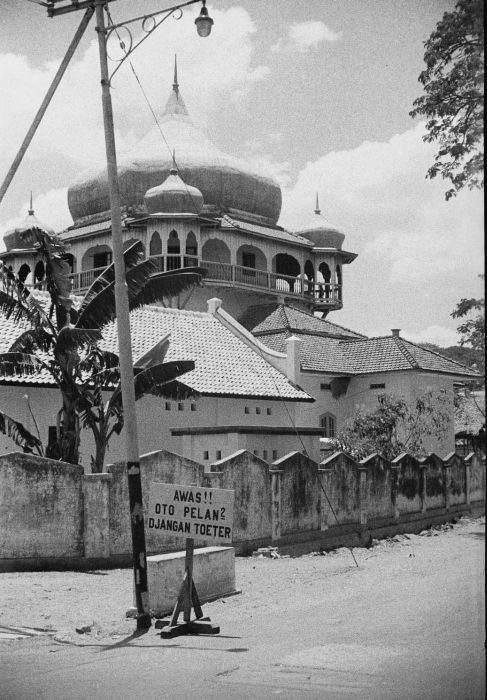
Мечеть в Паре-Паре. 22 октября 1948 г.

В XIV веке на острове Сулавеси сыном правителя королевства Суппа было основано королевство Сореанг. В XV столетии возникло ещё одно государство — Бачукики. Однажды, направляясь с дружественным визитом из Бачукики в Сореанг, король Гова XI, остановившись на территории современного города, отметил, что здесь имеется удобная гавань (на местном языке — Паре). На этом месте был построен город, который и получил название Kota Parepare, то есть, «город у гавани». В Паре-Паре стали селиться выходцы из разных регионов, особенно много было малайцев.
В XVII веке Паре-Паре был захвачен голландцами, которых привлекли как стратегическое положение этого важного морского порта, так и обилие пряностей на Сулавеси и окрестных островах. Город стал опорным пунктом в борьбе Нидерландов за расширение своих владений в северном и восточном направлении. 
Нидерланды владели Паре-Паре до 1942 года, когда вся Индонезия была захвачена японскими войсками. После изгнания японцев в 1945 году Индонезия провозгласила свою независимость, и Паре-Паре вошёл в её состав. В 1959 году Паре-Паре стал муниципалитетом, со следующего года у него появился свой мэр.

## Население
По данным на 2011 год, численность населения Паре-Паре составляла 129 262 человека. Распределение по районам города: Сореанг — 43 469, Бачукики Барат — 39 085, Уджунг — 32 231, Бачукики — 14 477. На 100 женщин в среднем приходится 97 мужчин.

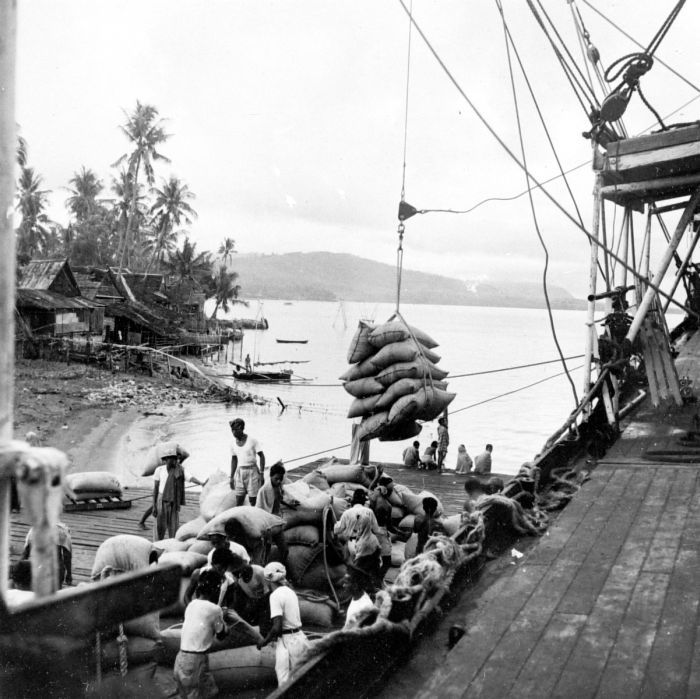
Погрузка мешков с копрой в местном порту. 1946—1948 гг.

| Год (перепись или оценка) | Численность |
| ------------------------- | ----------- |
| 1930                      | 6300        |
| 1961                      | 68 000      |
| 1964                      | 84 000      |
| 1980                      | 86 500      |
| 1990                      | 84 100      |
| 2002                      | 98 600      |
| 2011                      | 129 262     |